# 长巷乡
长巷乡，是中华人民共和国河北省邯郸市成安县下辖的一个乡镇级行政单位。

## 行政区划
长巷乡下辖以下地区：
陈边董村、吴边董村、封边董村、大边董村、后长巷村、闫长巷村、马长巷村、长巷营村、温村、吴村、黄龙村、行尹村和李小屯村。